# (188446) Louischevrolet
(188446) Louischevrolet ist ein Asteroid des Hauptgürtels, der am 17. April 2004 vom Schweizer Amateurastronomen Michel Ory am Tenagra II Observatorium (IAU-Code 926) nahe Nogales in Arizona entdeckt wurde.
Der Asteroid ist nach dem in der Schweiz geborenen Autorennfahrer Louis Chevrolet (1878–1941) benannt, der zusammen mit einem Partner 1911 die Chevrolet Motor Car Company in Detroit gründete.